# Форсс, Сесилия
Сесилия Форсс (швед. Helga Cecilia "Cissi" von der Esch; род. 12 июня 1985, Фалун) — шведская актриса и комик. Её подъёмом в кино стала роль Дженнифер в фильме В космосе чувств не бывает 2010 года и роль Синди в рекламе ICA Gruppen. В семь лет Сесилия Форсс участвовала в Trafikmagasinet на Sveriges Television. В 2004 году снялась в своём первом фильме Марии Блом «Деревенщина». Сесилия стала участником шоу Нур Эль-Рефай «Raj Raj» со скрытой копии, которое транслировалось по TV400. Работала с различными комиками в TV3 над комедийном шоу «Hus i helvete». В 2008 году с Нур Эль-Рефай и Мод Линдстрём написала комедию про гендера «Almost Like Boys». Появлялась в комедийном сериале «Sverige pussas och kramas». В 2009 году снялась в сериале «Balls of Steel» на Kanal 11.

## Биография
Родилась 12 июня 1985 года в Фалуне. В 2008 году вместе с Нур Эль-Рефай и Гретой Хавнескельд приняла участие в телеигре «Brain Wall». В 2009 году Форсс была участницей комедийного шоу «Kungen kommer till Rissne» на Sveriges Radio. С Мартином Сонеби она запустила шоу «Silent Library» на Kanal5. В 2008 году Форсс прославилась снявшись в рекламе ICA Gruppen. В 2010 году снялась в фильме «В космосе чувств не бывает» в роли Дженнифер, за эту роль она была номинирована на премию Золотой жук за «актриса второго плана в художественном фильме». В 2011 году была приглашённым гостем на выпуск программы Sommar, которую транслировала Sveriges Radio.
Снялась в восьмом сезоне шведского реалити-шоу Idol на TV4. С 2012 года посол доброй воли Детского онкологического фонда.
В 2013 году участвовала в спектакле "De 39 Stegen в Intiman, Стокгольм.
С 2020 года замужем за Фредриком фон дер Эшем.

## Фильмография
- 2004: Деревенщина
- 2008: Девушка и волк (короткометражный фильм)
- 2010: В космосе чувств не бывает (TV) (короткометражный фильм)
- 2010: Я Аннели (TV)
- 2011: Сколько клюквы во всём мире?
- 2011: Stockholm-Båstad (TV) (1 эпизод)
- 2011: Год 1790-й
- 2012: Den sista dokusåpan (TV)
- 2012: Gustafsson 3 tr (TV)
- 2012: Солсидан (TV) (3 сезон, 4 эпизод)
- 2013: Семья Голштейн-Готторпов (TV)
- 2014: Медицина
- 2016: Чёрные вдовы (TV)
- 2018:	Шторм на улице Лугна (TV)
- 2019: Playa del Sol (TV)
- 2019: Позвони маме!
- 2020: Полный дом (TV)